# Carlos Kirmayr
Carlos Kirmayr (* 23. September 1950 in São Paulo) ist ein ehemaliger brasilianischer Tennisspieler.

## Leben
Kirmayr wurde in den 1970er-Jahren Tennisprofi. 1972 stand er erstmals in der Qualifikation von Wimbledon, wo er sein Auftaktmatch verlor. Auf der ATP Tour gewann er 1976 mit wechselnden Partnern in Madrid, Florenz und Buenos Aires seine ersten Doppeltitel. Insgesamt konnte er in seiner Karriere zehn Doppeltitel erringen, vier davon an der Seite von Cássio Motta. Weitere 14 Mal erreichte er ein Endspiel, allein sieben Mal mit Motta. Zwischen 1976 und 1982 stand er sechsmal in einem Einzelfinale, wovon er nur 1981 das Turnier in Guarujá gewinnen konnte. Seine höchsten Notierungen in der ATP-Weltrangliste erreichte er 1981 mit Position 36 im Einzel sowie 1983 mit Position 6 im Doppel.
Sein bestes Abschneiden bei einem Grand-Slam-Turnier im Einzel erreichte er 1981 bei den French Open mit dem Einzug ins Achtelfinale. Im Doppel stand er einmal im Viertelfinale der French Open; zudem erreichte er 1974 in Wimbledon sowie 1986 bei den US Open jeweils das Achtelfinale.
Kirmayr spielte zwischen 1971 und 1986 32 Einzel- und 24 Doppelpartien für die brasilianische Davis-Cup-Mannschaft. Seine Bilanz im Einzel war 17:15 und im Doppel 17:7.
Nach seiner Profikarriere war Kirmayr von 1983 bis 1987 Mitglied im Board of Directors der ATP.

## Erfolge
| Legende                       |
| Grand Slam                    |
| Tennis Masters Cup            |
| ATP Masters Series            |
| ATP International Series Gold |
| ATP International Series (11) |
| ATP Challenger Series (16)    |

| ATP-Titel nach Belag |
| Hartplatz (2)        |
| Sand (9)             |
| Rasen (0)            |
| Teppich (0)          |

### Einzel

#### Turniersiege

##### ATP Tour
| Nr. | Datum           | Turnier | Belag     | Finalgegner  | Ergebnis |
| --- | --------------- | ------- | --------- | ------------ | -------- |
| 1.  | 19. Januar 1981 | Guarujá | Hartplatz | Ricardo Cano | 6:4, 6:2 |

##### ATP Challenger Tour
| Nr. | Datum           | Turnier        | Belag | Finalgegner        | Ergebnis           |
| --- | --------------- | -------------- | ----- | ------------------ | ------------------ |
| 1.  | 4. Juni 1979    | Zell am See    | Sand  | José Luis Damiani  | 6:7, 6:3, 6:4, 6:2 |
| 2.  | 30. Juli 1979   | Salvador       | Sand  | Júlio Góes         | 6:1, 7:5           |
| 3.  | 18. August 1980 | Rio de Janeiro | Sand  | Carlos Lando       | 6:4, 6:0           |
| 4.  | 13. April 1981  | Curitiba (1)   | Sand  | Alejandro Ganzábal | 6:1, 6:1           |
| 5.  | 3. August 1981  | Porto Alegre   | Sand  | Júlio Góes         | 7:6, 6:3           |
| 6.  | 5. April 1982   | Curitiba (2)   | Sand  | João Soares        | 6:2, 6:4           |
| 7.  | 3. August 1986  | São Paulo      | Sand  | Luiz Mattar        | 6:4, 6:3           |

#### Finalteilnahmen
| Nr. | Datum             | Turnier           | Belag     | Finalgegner     | Ergebnis      |
| --- | ----------------- | ----------------- | --------- | --------------- | ------------- |
| 1.  | 5. Dezember 1976  | Santiago de Chile | Sand      | José Higueras   | 7:5, 4:6, 4:6 |
| 2.  | 15. April 1979    | Kairo             | Sand      | Peter Feigl     | 5:7, 6:3, 1:6 |
| 3.  | 10. November 1980 | Bogotá            | Sand (i)  | Dominique Bedel | 4:6, 6:7      |
| 4.  | 4. Mai 1981       | Forest Hills      | Sand      | Eddie Dibbs     | 3:6, 2:6      |
| 5.  | 18. Januar 1982   | Guarujá           | Hartplatz | Van Winitsky    | 3:6, 3:6      |

### Doppel

#### Turniersiege

##### ATP Tour
| Nr. | Datum              | Turnier      | Belag     | Partner           | Finalgegner                       | Ergebnis      |
| --- | ------------------ | ------------ | --------- | ----------------- | --------------------------------- | ------------- |
| 1.  | 25. April 1976     | Madrid       | Sand      | Eduardo Mandarino | John Andrews Colin Dibley         | 7:6, 4:6, 8:6 |
| 2.  | 9. Mai 1976        | Florenz      | Sand      | Colin Dibley      | Péter Szőke Balázs Taróczy        | 5:7, 7:5, 7:5 |
| 3.  | 28. November 1976  | Buenos Aires | Sand      | Tito Vázquez      | Ricardo Cano Belus Prajoux        | 6:4, 7:5      |
| 4.  | 30. September 1979 | Berlin       | Sand      | Ivan Lendl        | Jorge Andrew Stanislav Birner     | 6:2, 6:1      |
| 5.  | 30. September 1979 | Madrid       | Sand      | Cássio Motta      | Robin Drysdale John Feaver        | 7:6, 6:4      |
| 6.  | 16. November 1980  | Bogotá       | Sand      | Álvaro Fillol     | Andrés Gómez Ricardo Ycaza        | 6:4, 6:3      |
| 7.  | 13. Juni 1982      | Venedig      | Sand      | Cássio Motta      | José Luis Clerc Ilie Năstase      | 6:4, 6:2      |
| 8.  | 31. Oktober 1982   | Köln         | Hartplatz | José Luis Damiani | Hans-Dieter Beutel Christoph Zipf | 6:2, 3:6, 7:5 |
| 9.  | 21. November 1982  | São Paulo    | Sand      | Cássio Motta      | Peter McNamara Ferdi Taygan       | 6:3, 6:1      |
| 10. | 4. April 1983      | Lissabon     | Sand      | Cássio Motta      | Pavel Složil Ferdi Taygan         | 7:5, 6:4      |

##### ATP Challenger Tour
| Nr. | Datum             | Turnier              | Belag     | Partner           | Finalgegner                       | Ergebnis      |
| --- | ----------------- | -------------------- | --------- | ----------------- | --------------------------------- | ------------- |
| 1.  | 13. April 1981    | Curitiba             | Sand      | Cássio Motta      | José Luis Damiani Thomaz Koch     | 7:6, 6:4      |
| 2.  | 30. November 1981 | Bahia                | Sand      | Cássio Motta      | Pat DuPré Mel Purcell             | 7:6, 6:4      |
| 3.  | 31. Mai 1982      | Brescia              | Sand      | Florin Segărceanu | Patrizio Parrini Federico Rinaldi | 7:6, 6:2      |
| 4.  | 21. Juli 1985     | Campos do Jordão (1) | Hartplatz | Dácio Campos      | Luiz Mattar Belus Prajoux         | 6:4, 3:6, 6:4 |
| 5.  | 17. November 1985 | São Paulo (1)        | Sand      | Cássio Motta      | Ney Keller Mauro Menezes          | 6:4, 3:6, 7:6 |
| 6.  | 2. Februar 1986   | Guarujá              | Sand      | Cássio Motta      | Alejandro Ganzábal Raúl Viver     | 7:6, 4:6, 6:3 |
| 7.  | 16. März 1986     | Rio de Janeiro       | Sand      | Cássio Motta      | Givaldo Barbosa Edvaldo Oliveira  | 7:5, 6:4      |
| 8.  | 6. April 1986     | São Paulo (2)        | Sand      | Luiz Mattar       | Ronnie Båthman Dácio Campos       | 4:6, 6:1, 7:5 |
| 9.  | 27. Juli 1986     | Campos do Jordão (2) | Hartplatz | Dácio Campos      | Givaldo Barbosa Ivan Kley         | 7:6, 7:5      |

#### Finalteilnahmen
| Nr. | Datum              | Turnier           | Belag     | Partner        | Finalgegner                      | Ergebnis      |
| --- | ------------------ | ----------------- | --------- | -------------- | -------------------------------- | ------------- |
| 1.  | 13. November 1977  | Bogotá            | Sand      | Jorge Andrew   | Hans Gildemeister Belus Prajoux  | 4:6, 2:6      |
| 2.  | 30. April 1978     | Tulsa             | Hartplatz | Ricardo Ycaza  | Russell Simpson Van Winitsky     | 4:6, 2:6      |
| 3.  | 23. Juli 1978      | Stuttgart         | Sand      | Belus Prajoux  | Jan Kodeš Tomáš Šmíd             | 3:6, 6:7      |
| 4.  | 17. Juni 1979      | Brüssel           | Sand      | Balázs Taróczy | Billy Martin Peter McNamara      | 7:5, 5:7, 4:6 |
| 5.  | 14. Oktober 1979   | Barcelona (1)     | Sand      | Cássio Motta   | Paolo Bertolucci Adriano Panatta | 4:6, 3:6      |
| 6.  | 21. Juli 1980      | Kitzbühel         | Sand      | Chris Lewis    | Klaus Eberhard Ulrich Marten     | 4:6, 6:3, 4:6 |
| 7.  | 24. November 1980  | Santiago de Chile | Sand      | João Soares    | Belus Prajoux Ricardo Ycaza      | 6:4, 6:7, 4:6 |
| 8.  | 8. Juni 1981       | Brüssel           | Sand      | Cássio Motta   | Ricardo Cano Andrés Gómez        | 2:6, 2:6      |
| 9.  | 18. Januar 1982    | Guarujá           | Hartplatz | Cássio Motta   | Kim Warwick Phil Dent            | 7:6, 2:6, 3:6 |
| 10. | 25. April 1982     | Las Vegas         | Hartplatz | Van Winitsky   | Sherwood Stewart Ferdi Taygan    | 6:7, 4:6      |
| 11. | 4. Oktober 1982    | Barcelona (2)     | Sand      | Cássio Motta   | Anders Järryd Hans Simonsson     | 3:6, 2:6      |
| 12. | 1. August 1983     | Indianapolis      | Sand      | Cássio Motta   | Mark Edmondson Sherwood Stewart  | 3:6, 2:6      |
| 13. | 15. August 1983    | Cincinnati        | Hartplatz | Cássio Motta   | Victor Amaya Tim Gullikson       | 4:6, 3:6      |
| 14. | 22. September 1985 | Genf              | Sand      | Cássio Motta   | Sergio Casal Emilio Sánchez      | 4:6, 6:4, 5:7 |